# Corps des volontaires polonais
Le corps des volontaires polonais (en polonais : Polski Korpus Ochotniczy) est une unité d'infanterie de l'armée de terre ukrainienne composée exclusivement de ressortissants polonais volontaires issus des rangs de la Légion internationale pour la défense territoriale de l'Ukraine. Le corps est utilisé par l'armée ukrainienne pour mener des attaques dans l'oblast de Belgorod, sur le territoire russe.

## Historique
Les premières annonces portant sur la création par l'Ukraine d'une unité militaire composée exclusivement de volontaires polonais sont faites le 16 février 2023. La formation doit être composée de Polonais qui se trouvent déjà en Ukraine et qui ont combattu dans la Légion internationale ou dans les Forces armées ukrainiennes. Un communiqué daté du 24 février 2023 indique que l'invitation à rejoindre le corps des volontaires polonais ne s'adresse qu'aux citoyens polonais ayant une expérience du combat, et que chaque volontaire signera un contrat militaire avec le ministère de la Défense ukrainien.
En avril 2023, d'autres références à un « corps des volontaires polonais » sont faites, dans le cadre des annonces sur la contre-offensive ukrainienne prévue pour le printemps ou l'été 2023. Le 4 juin 2023, l'unité revendique avoir épaulé le Corps des volontaires russes au cours d'une « mission de combat » lors d'un raid dans l'oblast de Belgorod . Cependant, selon le corps des volontaires russes, les Polonais auraient été cantonnés à des missions de soutien (transport de prisonniers de guerre, logistique médicale et militaire) du côté ukrainien de la frontière. Des vidéos et des photos, prises notamment dans un bureau de poste russe montrent toutefois des combattants polonais de l'autre côté de la frontière, aux côtés d'un véhicule blindé russe saisi.
Le même jour, le corps des volontaires polonais fait savoir que les candidatures dans ses rangs ne sont plus acceptées, car ses effectifs sont complets.
En réaction à l'attention attirée sur eux par ces combattants polonais, Stanislaw Żaryn, le commissaire à la sécurité de l'espace d'information du gouvernement polonais, souligne que ces volontaires « n'ont aucun lien avec les forces armées polonaises ou toute autre institution polonaise ».

## Emblème

Emblème de l'escadron de cavalerie volontaire.

L'emblème du corps des volontaires polonais s'inspire de celui de l'escadron de cavalerie volontaire (pl), représentant une tête de mort et une croix pattée (stylisée comme la croix de fer) avec des épées croisées à l'arrière-plan. L'escadron de cavalerie volontaire est une unité formée en 1920 dans le cadre de la guerre soviéto-polonaise et célèbre en Pologne pour n'avoir jamais connu la moindre défaite.